# Burgreste Altfridingen
Die Burgreste Altfridingen, auch Alt-Fridingen genannt, bezeichnen die hochmittelalterlichen Reste einer Stadtwüstung auf 790,7 m ü. NN bei Fridingen an der Donau im Landkreis Tuttlingen in Baden-Württemberg. Eine Verbindung mit dem Burgstall Krinnerfels oder Grinnerfels besteht nicht.

## Geographische Lage
Die ehemalige Stadt stand auf einer langgestreckten Bergkuppe, auf der südlichen Talseite der Donau, etwa 1650 Meter nordwestlich der Kirche der Stadt Fridingen.

## Geschichte
Die Höhenburganlage entstand vermutlich im 13. Jahrhundert als Gegengründung zur benachbarten zollerischen Stadt Mühlheim. Nach 1330 verlor Altfridingen seine Bedeutung an die Neugründung, das heutige Städtchen Fridingen, das sich an alter Siedlungsstelle befindet. Die letzten Urkundlichen Nachrichten stammen aus dem 15. Jahrhundert.

## Beschreibung
Von der Stadtanlage erhielten sich Geländespuren und geringe Mauerreste aus Bruchstein.

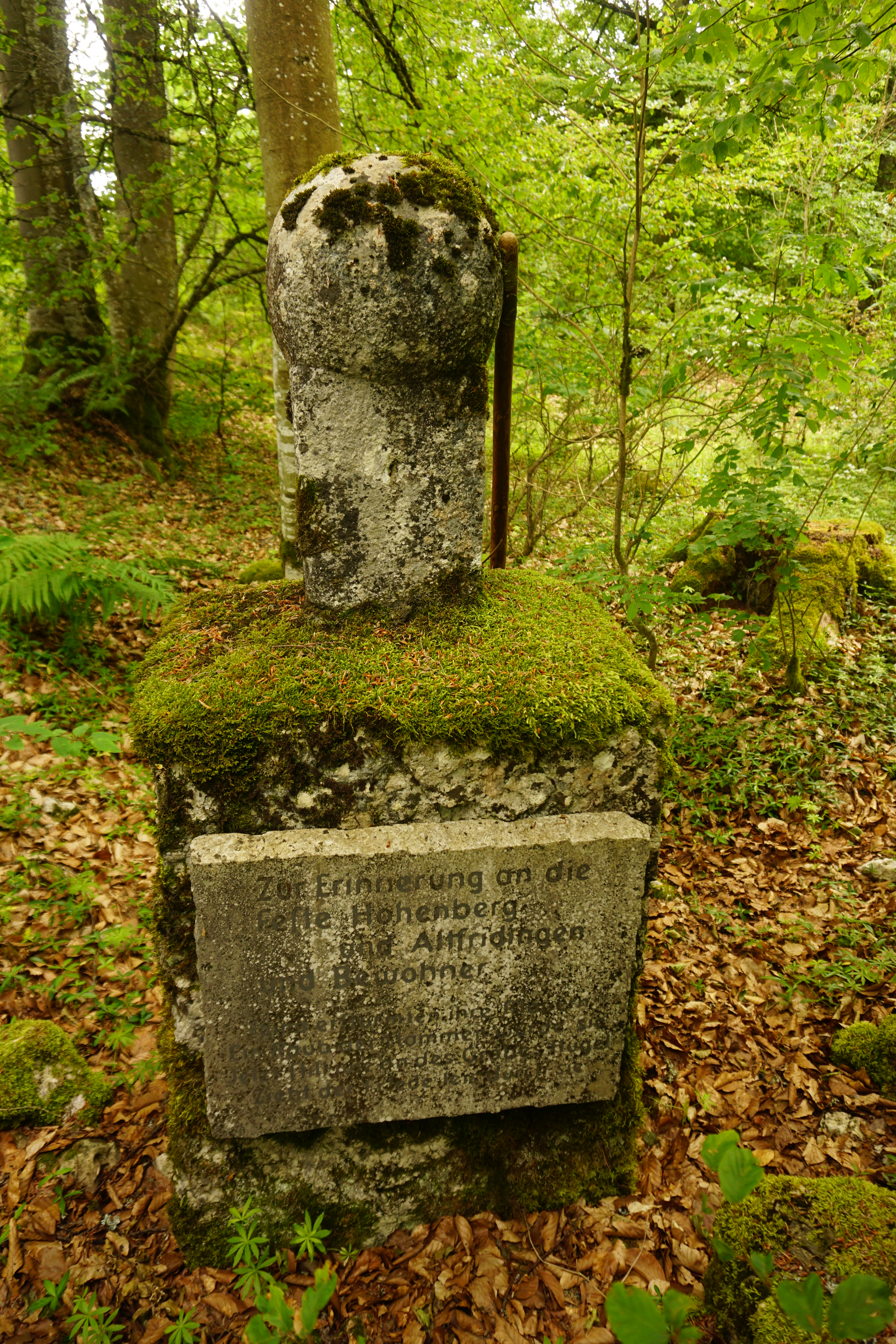
Gedenkstein

Der zum Bau genutzte Berggipfel besitzt eine Breite von 70 Meter und eine Länge von 150 Meter. Die ehemalige Umfassungsmauer ist auf der gesamten Südseite als überwachsener Schutthügel deutlich erkennbar. Im östlichen Drittel befindet sich der Zugang. Die Nordostseite zeigt noch geringe Mauerreste. Im Inneren trifft man auf Kellermulden und Schutthügel von 12 Gebäuden. In der Nordspitze wird eine Burg vermutet, dafür gibt es im Gelände aber keine direkten Hinweise.